# Слити, Аймен
А́ймен Сли́ти (нидерл. Aymen Sliti; 24 марта 2006, Хенгело) — нидерландский футболист, полузащитник клуба «Фейеноорд».

## Клубная карьера
Выступал за юношескую команду «Тюбантия», откуда в 2015 году перешёл в систему клуба «Твенте». В 2020 году присоединился к академии «Фейеноорда», с которым в январе 2021 года заключил трёхлетний контракт. 14 сентября 2023 года продлил контракт с клубом до 2026 года.
11 марта 2025 года дебютировал в основном составе «Фейеноорда» в матче Лиги чемпионов УЕФА против итальянского «Интернационале». 16 марта в поединке против «Твенте» дебютировал в Эредивизи. В той же игре забил свой первый гол в профессиональной карьере.

## Карьера в сборной
Выступал за сборные Нидерландов до 16, до 17, до 18 и до 19 лет.

## Достижения
Сборная Нидерландов (до 19)
- Чемпион Европы (до 19 лет): 2025